# Aheri
Aheri es una ciudad censal situada en el distrito de Gadchiroli en el estado de Maharashtra (India). Su población es de 14609 habitantes (2011). Se encuentra a orillas del río Pranhita.

## Demografía
Según el censo de 2011 la población de Aheri era de 14609 habitantes, de los cuales 7599 eran hombres y 7010 eran mujeres. Aheri tiene una tasa media de alfabetización del 86,16%, superior a la media estatal del 82,34%: la alfabetización masculina es del 91,95%, y la alfabetización femenina del 79,92%.